# Aeroportul Chenega Bay
Aeroportul Chenega Bay (IATA: NCN, ICAO: PFCB, FAA LID: C05) este un aeroport din Alaska, Statele Unite ale Americii ce deservește zona Chenega⁠(d). Aeroportul a fost tranzitat în 2017 de 718 pasageri. A fost numit după zona deservită.
Situat la o altitudine de 22 m, aeroportul dispune de 1 pistă. Este operat de Alaska Department of Transportation & Public Facilities⁠(d).

## Infrastructură

### Piste
Aeroportul dispune de o singură pistă. Pista 16/34 are suprafața de pietriș și dimensiunile 3.000 picioare × 75 picioare. 